# Ялахатанский язык
Ялахатан (также атаману, авайя, джахалатан, джахалатане; англ. yalahatan, jahalatan, jahalatane, awaiya) — австронезийский язык, на котором говорят на острове Серам (Индонезия) в двух деревнях, Ялахатан (англ. Yalahatan) и Харуру (англ. Haruru). Распространение: Австронезия, Малайская Полинезия, Молуккские острова, говорящих на языке ялахатан примерно 1700 человек. Код языка по ISO 639-3: jal.
Исчезновение языка атаману (харуру, авайя и ялахатан) может быть связано с колониальными экспедициями XVII и XVIII веков.